# 珠峰小檗
珠峰小檗（学名：Berberis everestiana）为小檗科小檗属的植物。分布于尼泊尔以及中国大陆的西藏等地，生长于海拔3,800米至5,000米的地区，常生于峡谷山坡、谷底石质土和高山灌丛草甸，目前尚未由人工引种栽培。

## 异名
- Berberis everestiana Ahrendt var. nambuensis Ahrendt